# Crowd City
Crowd City（クラウドシティ、あるいは群衆都市とも）とは、チームに所属するキャラクターの数を敵プレイヤーと競い合うvoodoo開発のアクションゲーム。2分間の間、町を走って通行人を自分のチームに所属させ、、最終的にチームに所属するキャラクターの数を敵プレイヤーと競い合う。

## 概要
チームに所属するキャラクターの数を敵プレイヤーと競い合う。スワイプ操作で動き回れることに加えて、他のプレイヤーよりも人数が多い場合に自分のチームに吸収させることが可能。ゲームを進めていくと、様々なスキンをゲットできる。敵プレイヤーはオンラインで繋がっているように見えるが、オフラインでもプレイできてしまうため、オンライン、オフラインに関係なくCPUと対戦していると考えられる。
またこのことから「機内モードでオンライン対戦」という言葉も生まれた。

## ダウンロード数
Google Play Storeの総ダウンロード数は1億回を超えている（2021年3月現在）。